# Jangji-dong
Jangji-dong là một phường, dong của Songpa-gu, Seoul, Hàn Quốc. Tên cũ của dong là janbeodeuri (잔버드리), có nguồn gốc từ jan beodeul (잔버들, cây liễu) nơi mà nó phát triển rất nhiều.

## Vận chuyển
- Ga Jangji của Tuyến Seoul 8
- Ga Bokjeong của Tuyến Seoul 8 và Tuyến Bundang

## Liên kết
- (tiếng Hàn) Trang trung tâm dân cư Jangji-dong[liên kết hỏng]
- Bản đồ Songpa-gu[liên kết hỏng]